# Jérôme Maison
Pour les articles homonymes, voir Maison (homonymie).
Jérôme Maison est un directeur de la photographie, réalisateur documentariste et photographe français, originaire d'Outreau.
Il collabore régulièrement avec Luc Jacquet, notamment sur La Marche de l'empereur, qu'il a filmé en Antarctique pendant un an aux côtés de Laurent Chalet.
En 2007, il a exposé ses photographies de manchots empereurs aux côtés des peintures de Lyndia Lesauvage sous le titre Blanche Idylle.

## Filmographie
- 2000 : Sperm Whales, Dealing with the Unexpected - directeur de la photographie
- 2004 : Des manchots et des hommes - coréalisateur, scénariste et directeur de la photographie
- 2005 : Comme un manchot sans ailes - réalisateur et directeur de la photographie
- 2005 : La Marche de l'empereur - directeur de la photographie, assistant réalisateur et photographe de plateau
- 2007 : Le Renard et l'Enfant - opérateur caméra (scènes de nature[2])
- 2007-2008 : Les Nouveaux Explorateurs (épisodes avec Jérome Delafosse[2]) - opérateur caméra

## Distinctions
Récompenses :
- Pour Des manchots et des hommes[4] (aux côtés de Luc Jacquet) :
  - Wildlife Film Festival de Toyama 2005 : One Planet Award
  - Festival Grandeur Nature de Val-d'Isère 2005 : Grand prix du public
  - Festival Jules Verne 2005 : Meilleur film, Prix Jules-Verne du Public et Prix Jules-Verne de la Jeunesse
  - Festival de l’oiseau d'Abbeville 2005 : Grand Prix
  - Festival international du film maritime et d'exploration de Toulon 2005 : Ancre d’Argent et Prix des collégiens
  - Festival du film de montagne de Torelló 2005 : Edelweiss d'Argent
  - Banff Mountain Film Festival 2005 : Prix Adventura Homme et Environnement
- Pour La Marche de l'empereur :
  - New York Film Critics Online Awards 2005 : meilleure photographie (aux côtés de Laurent Chalet)[5]
  - Character and Morality in Entertainment Awards 2006 : Prix Camie (attribué collectivement dont Jérôme Maison)[6]

Nominations :
- Pour Comme un manchot sans ailes :
  - Festival Jules Verne 2006 : sélection officielle (en compétition)[7]
- Pour La Marche de l'empereur :
  - British Academy Film Awards 2006 : meilleure photographie (aux côtés de Laurent Chalet)[6]